# Dipsadoboa brevirostris
Dipsadoboa brevirostris — вид змій родини полозових (Colubridae). Мешкає в Західній Африці.

## Поширення і екологія
Dipsadoboa brevirostris мешкають в Сьєрра-Леоне, Гвінеї, Ліберії, Кот-д'Івуарі і Гані, можливо, також в Того. Вони живуть у первинних тропічних лісах, на висоті до 610 м над рівнем моря. Ведуть нічний, деревний спосіб життя. Самиці відкладають від 4 до 8 яєць.